# Barro Colorado
Barro Colorado – wyspa na sztucznym jeziorze Gatún, które powstało po wybudowaniu Kanału Panamskiego. Powierzchnia wyspy wynosi 1600 ha. Na wyspie prowadzono szereg programów badawczych z zakresu biologii. Należy ona do najlepiej poznanych terenów tropikalnych Ziemi.